# Gavin Lambert
Gavin Lambert (* 23. Juli 1924 in East Grinstead, Sussex; † 17. Juli 2005 in Los Angeles, Kalifornien) war ein britisch-amerikanischer Schriftsteller, Drehbuchautor und Filmkritiker.

## Leben
Lambert erhielt seine Schulbildung an der St. George’s School sowie dem Cheltenham College. Im Anschluss nahm er ein Studium der englischen Literatur am Magdalen College der University of Oxford auf. Hier traf er auf Lindsay Anderson, mit dem er später mehrere Drehbücher verfasste und auch in anderen Zusammenhängen zusammenarbeitete. Nach einem Jahr brach Lambert sein Studium ab. Er arbeitete zunächst als Autor für Werbefilme und veröffentlichte erste Kurzgeschichten.
1947 gehörte er zusammen mit Lindsay Anderson und Karel Reisz zum Gründerkreis der Zeitschrift Sequence. Später wechselte er zur Zeitschrift Sight & Sound, deren Chefredakteur er von 1949 bis 1955 tätig war. Parallel verfasste er Filmkritiken für die Sunday Times und den Guardian.
Im Jahr 1954 wandte er sich dem Drehbuchschreiben zu. Es entstand der Schwarzweiß-Film Another Sky, für den er auch zum ersten und einzigen Mal als Regisseur tätig war. In den späten 1950er Jahren zog er auch auf Einladung von Nicholas Ray, der seinen Film gesehen hatte, nach Hollywood. Bis einschließlich 1991 war er an rund 20 Film- und Fernsehproduktionen als Drehbuchautor beteiligt. Hinzu kommt eine Reihe von nicht produzierten Drehbüchern, die sich in seinem Nachlass finden.
1959 veröffentlichte er mit The Slide Area: Scenes of Hollywood Life sein erstes Buch, eine Sammlung von Kurzgeschichten. In den 1960er und 1970er Jahren folgten mehrere fiktionale Bücher. In seine literarischen Arbeiten ließ Lambert seine Beobachtungen der Filmindustrie und des damit verbundenen Lebens in Hollywood einfließen. Später verfasste er auch mehrere Biographien über Persönlichkeiten Hollywoods, darunter Norma Shearer (1990), Alla Nazimova (1997) sowie Natalie Wood (2002).
Im Jahr 1964 erhielt Lambert die Staatsbürgerschaft der Vereinigten Staaten.
Im Zeitraum der Jahre 1974 bis 1989 lebte er hauptsächlich in der marokkanischen Stadt Tanger, danach ließ er sich in Los Angeles nieder. Lambert lebte offen homosexuell und war unter anderem mit Nicholas Ray und später mit Mart Crowley liiert.

## Auszeichnungen (Auswahl)
Für das Drehbuch zu Söhne und Liebhaber waren er und T. E. B. Clarke 1961 in der Kategorie Bestes adaptiertes Drehbuch für den Oscar nominiert. Bei der Oscarverleihung 1978 folgte seine zweite Oscarnominierung, dieses Mal zusammen mit Lewis John Carlino für ihre Arbeit an Ich hab’ dir nie einen Rosengarten versprochen.
Das National Board of Review zeichnete Lambert 1997 für seine Biografie über Alla Nazimova mit dem William K. Everson Film History Award aus.

## Filmografie (Auswahl)
- 1954: Another Sky
- 1957: Bitter war der Sieg (Bitter Victory)
- 1960: Söhne und Liebhaber (Sons and Lovers)
- 1961: Der römische Frühling der Mrs. Stone (The Roman Spring of Mrs. Stone)
- 1977: Ich hab’ dir nie einen Rosengarten versprochen (I Never Promised You a Rose Garden)
- 1986: Geschlechtsumwandlung – I Change My Life (Second Serve)
- 1989: Süßer Vogel Jugend (Sweet Bird of Youth)
- 1990: Der Schrei der Jennifer Ashford (Dead on the Money)